# Lidia Camberg
Lidia Camberg (ur. 31 stycznia 1962 w Mikołowie) – polska biegaczka, specjalizująca się w biegach biegach długodystansowych i biegach ulicznych, wielokrotna medalistka mistrzostw Polski, reprezentantka Polski.

## Kariera sportowa
Była zawodniczką Kolejarza Katowice i AZS Katowice.
Na mistrzostwach Polski seniorów zdobyła 13 medali, w tym jeden złoty – na 10 000 m w 1989, sześć srebrnych – na 10000 m w 1992, w biegu na 20 km w 1991, w półmaratonie w 1994 oraz trzykrotnie w biegu przełajowym (1984 – na 4 km, 1986 – na 4 km i 1989 – na 6 km), a także sześć brązowych – na 1500 m w 1991, na 3000 w 1989, trzykrotnie w biegu na 5000 m (1986, 1988, 1996) oraz w biegu na 20 km w 1988.
Reprezentowała Polskę na przełajowych mistrzostwach świata w 1986 (86. miejsce), mistrzostwach świata w biegu ulicznym na 15 km w 1991 (8. miejsce), zawodach Pucharu Świata w maratonie w 1991 (31. miejsce) oraz mistrzostwach Europy w 1994, gdzie zajęła 27. miejsce w maratonie, z wynikiem 2:47:11.
Rekordy życiowe:
- 800 m – 2:05,38 (14.06.1986)
- 1500 m – 4:13,40 (14.07.1991)
- 3000 m – 9:09,91 (19.07.1991)
- 5000 m – 15:58,16 (11.08.1991)
- 10000 m – 33:48,97 (05.08.1989)
- półmaraton – 1:12:29 (25.09.1994)
- maraton – 2:31:22 (27.10.1991)